# Regra de exclusão
Nos Estados Unidos, a regra de exclusão é uma regra legal, baseada na lei constitucional, que impede que provas coletadas ou analisadas em violação aos direitos constitucionais do réu sejam usadas em um tribunal. Isso pode ser considerado um exemplo de Regra profilática formulada pelo judiciário para proteger um direito constitucional. A regra de exclusão também pode, pelo menos em algumas circunstâncias, ser considerada decorrente diretamente da linguagem constitucional, como o comando da Quinta Emenda de que nenhuma pessoa "deve ser compelida em qualquer processo criminal a ser testemunha contra si mesma" e que nenhuma pessoa "será privado da vida, liberdade ou propriedade sem o devido processo legal."
A regra de exclusão está fundamentada na Quarta Emenda da Declaração de Direitos e visa proteger os cidadãos de buscas e apreensões ilegais. A regra de exclusão também é projetada para fornecer um remédio e desincentivo para processos criminais de promotores e policiais que coletam evidências ilegalmente em violação à Quinta Emenda e sua proteção contra a autoincriminação. A regra de exclusão também protege contra violações da Sexta Emenda, que garante o direito a advogado.
A maioria dos estados também tem seus próprios remédios de exclusão para provas obtidas ilegalmente de acordo com suas constituições e/ou estatutos estaduais, alguns dos quais anteriores às garantias constitucionais federais contra buscas e apreensões ilegais e autoincriminação forçada.
Esta regra é ocasionalmente referida como um tecnicismo jurídico porque permite aos réus uma defesa que não aborda se o crime foi realmente cometido. A esse respeito, é semelhante à regra explícita da Quinta Emenda que protege as pessoas de duplo risco. Em casos estritos, quando uma ação ilegal é usada pela polícia/acusação para obter qualquer resultado incriminador, todas as evidências cuja recuperação decorreu da ação ilegal - essa evidência é conhecida como "fruto da árvore envenenada" - podem ser rejeitadas por um júri (ou ser motivo para anulação do julgamento se muitas informações forem irrevogavelmente reveladas).
A regra de exclusão se aplica a todas as pessoas nos Estados Unidos, independentemente de serem cidadãos, imigrantes (legais ou ilegais) ou visitantes.